# 한장군놀이
한장군놀이(韓將軍－)는 옛날 왜구가 경산·자인에 침입하여 도천산(到天山)에 진을 치고 있을 때에 한종유란 장군이 있어 적을 유인하여 모조리 격멸시켰다는 데서 유래된 놀이이다. 즉 한장군이 누이동생과 못가에서 춤을 추니 적병이 여원무(女圓舞)의 신기함에 정신을 팔고 있을 때에 습격을 하여 적을 칠 수 있었다는 것이다. 이 일이 있은 후로 고을 사람들이 한장군의 지혜와 용기를 칭찬하여 사당을 짓고 해마다 단오날에 제사를 지냈다. 자인에서는 단오날에 한장군을 제사하고 수많은 군중들이 모여 씨름 대회, 그네뛰기, 기마싸움 등을 하며 축제의 기분에 싸인다. 한장군놀이는 일제 때 중단되었다. 